# Lijst van Belgische ministers van Openbare Werken
Dit is een lijst van Belgische ministers van Openbare Werken. 

## Lijst
| Nr.   | Minister | Minister                                  | Partij | Partij            | Begin             | Einde             | Regering(en)                                                       |
| ----- | -------- | ----------------------------------------- | ------ | ----------------- | ----------------- | ----------------- | ------------------------------------------------------------------ |
| 1     |          | Jean-Baptiste Nothomb (1805-1881)         |        | Liberalen         | 13 januari 1837   | 18 april 1840     | De Theux de Meylandt I                                             |
| 2     |          | Charles Rogier (1800-1885)                |        | Liberalen         | 18 april 1840     | 13 april 1841     | Lebeau                                                             |
| 3     |          | Léandre Desmaisières (1794-1864)          |        | Katholieken       | 13 april 1841     | 16 april 1843     | De Mûelenaere-Nothomb                                              |
| 4     |          | Adolphe Dechamps (1807-1875)              |        | Katholieken       | 16 april 1843     | 30 juli 1845      | Nothomb                                                            |
| 5     |          | Constant-Ernest d'Hoffschmidt (1804-1873) |        | Liberalen         | 30 juli 1845      | 31 maart 1846     | Van de Weyer                                                       |
| 6     |          | Georges de Bavay (1803-1881)              |        | extraparlementair | 31 maart 1846     | 12 augustus 1847  | De Theux de Meylandt II                                            |
| 7     |          | Walthère Frère-Orban (1812-1896)          |        | Liberale Partij   | 12 augustus 1847  | 18 juli 1848      | Rogier I                                                           |
| 8     |          | Hippolyte Rolin (1804-1888)               |        | Liberale Partij   | 18 juli 1848      | 12 augustus 1850  | Rogier I                                                           |
| 9     |          | Emile Van Hoorebeke (1816-1884)           |        | Liberale Partij   | 12 augustus 1850  | 30 maart 1855     | Rogier I, De Brouckère                                             |
| 10    |          | Auguste Dumon (1819-1892)                 |        | Liberale Partij   | 30 maart 1855     | 9 november 1857   | De Decker                                                          |
| [ 1 ] |          | Joseph Partoes (1811-1858)                |        | Liberale Partij   | 9 november 1857   | 26 april 1858     | Rogier II                                                          |
| 11    |          | Joseph Partoes (1811-1858)                |        | Liberale Partij   | 26 april 1858     | 12 oktober 1858   | Rogier II                                                          |
| [ 1 ] |          | Walthère Frère-Orban (1812-1896)          |        | Liberale Partij   | 12 oktober 1858   | 14 januari 1859   | Rogier II                                                          |
| 12    |          | Jules Vander Stichelen (1822-1880)        |        | Liberale Partij   | 14 januari 1859   | 3 januari 1868    | Rogier II                                                          |
| 13    |          | Alexandre Jamar (1821-1888)               |        | Liberale Partij   | 3 januari 1868    | 2 juli 1870       | Frère-Orban I                                                      |
| 14    |          | Victor Jacobs (1838-1891)                 |        | Katholieke Partij | 2 juli 1870       | 3 augustus 1870   | D'Anethan                                                          |
| [ 1 ] |          | Jules Joseph d'Anethan (1803-1888)        |        | Katholieke Partij | 3 augustus 1870   | 12 september 1870 | D'Anethan                                                          |
| 15    |          | Armand Wasseige (1812-1882)               |        | Katholieke Partij | 12 september 1870 | 7 december 1871   | D'Anethan                                                          |
| 16    |          | François Moncheur (1806-1890)             |        | Katholieke Partij | 7 december 1871   | 23 oktober 1873   | De Theux-Malou                                                     |
| 17    |          | August Beernaert (1829-1912)              |        | Katholieke Partij | 23 oktober 1873   | 19 juni 1878      | De Theux-Malou                                                     |
| 18    |          | Charles Sainctelette (1825-1898)          |        | Liberale Partij   | 19 juni 1878      | 3 augustus 1882   | Frère-Orban II                                                     |
| 19    |          | Xavier Olin (1836-1899)                   |        | Liberale Partij   | 5 augustus 1882   | 16 juni 1884      | Frère-Orban II                                                     |
| (17)  |          | August Beernaert (1829-1912)              |        | Katholieke Partij | 16 juni 1884      | 26 oktober 1878   | Malou                                                              |
| 20    |          | Alphonse de Moreau (1840-1911)            |        | Katholieke Partij | 26 oktober 1884   | 26 augustus 1888  | Beernaert                                                          |
| 21    |          | Léon De Bruyn (1838-1908)                 |        | Katholieke Partij | 26 augustus 1888  | 5 augustus 1899   | Beernaert, De Burlet, De Smet de Naeyer I, Vandenpeereboom         |
| 22    |          | Paul de Smet de Naeyer (1843-1913)        |        | Katholieke Partij | 5 augustus 1899   | 2 mei 1907        | De Smet de Naeyer II                                               |
| 23    |          | Auguste Delbeke (1853-1921)               |        | Katholieke Partij | 2 mei 1907        | 5 augustus 1910   | De Trooz, Schollaert                                               |
| 24    |          | Joris Helleputte (1852-1925)              |        | Katholieke Partij | 5 augustus 1910   | 17 juni 1911      | Schollaert                                                         |
| 25    |          | Aloys Van de Vyvere (1871-1961)           |        | Katholieke Partij | 17 juni 1911      | 11 november 1912  | De Broqueville I                                                   |
| (24)  |          | Joris Helleputte (1852-1925)              |        | Katholieke Partij | 11 november 1912  | 21 november 1918  | De Broqueville I, II Cooreman                                      |
| 26    |          | Edward Anseele (1856-1938)                |        | BWP               | 21 november 1918  | 24 oktober 1921   | Delacroix I, II, Carton de Wiart                                   |
| [ 1 ] |          | Albéric Ruzette (1866-1929)               |        | Katholieke Partij | 24 oktober 1921   | 16 december 1921  | Carton de Wiart                                                    |
| 27    |          | Albéric Ruzette (1866-1929)               |        | Katholieke Unie   | 16 december 1921  | 13 mei 1925       | Theunis I, II, III Van de Vyvere                                   |
| 28    |          | Alfred Laboulle (1865-1947)               |        | BWP               | 17 juni 1925      | 20 mei 1926       | Poullet                                                            |
| 29    |          | Henri Baels (1878-1951)                   |        | Katholieke Unie   | 20 mei 1926       | 19 oktober 1929   | Jaspar I, II                                                       |
| 30    |          | Jules Van Caenegem (1880-1942)            |        | Katholieke Unie   | 19 oktober 1929   | 23 mei 1932       | Jaspar II, III, Renkin I                                           |
| 31    |          | Gustaaf Sap (1886-1940)                   |        | Katholieke Unie   | 23 mei 1932       | 12 juni 1934      | Renkin II, De Broqueville III en IV                                |
| 32    |          | Pierre Forthomme (1877-1959)              |        | Liberale Partij   | 12 juni 1934      | 20 november 1934  | De Broqueville V                                                   |
| 33    |          | Frans Van Cauwelaert (1880-1961)          |        | Katholieke Unie   | 20 november 1934  | 14 januari 1935   | Theunis IV                                                         |
| [ 1 ] |          | Philip Van Isacker (1884-1951)            |        | Katholieke Unie   | 14 januari 1935   | 13 maart 1935     | Theunis IV                                                         |
| 34    |          | Philip Van Isacker (1884-1951)            |        | Katholieke Unie   | 13 maart 1935     | 25 maart 1935     | Theunis IV                                                         |
| 35    |          | Hendrik de Man (1885-1953)                |        | BWP               | 25 maart 1935     | 13 juni 1936      | Van Zeeland I                                                      |
| 36    |          | Joseph Merlot (1886-1959)                 |        | BWP               | 13 juni 1936      | 15 mei 1938       | Van Zeeland II, Janson                                             |
| 37    |          | August Balthazar (1893-1952)              |        | BWP               | 15 mei 1938       | 22 februari 1939  | Spaak I                                                            |
| 38    |          | Hendrik Marck (1883-1957)                 |        | Katholiek Blok    | 22 februari 1939  | 16 april 1939     | Pierlot I                                                          |
| 39    |          | Arthur Vanderpoorten (1884-1945)          |        | Liberale Partij   | 16 april 1939     | 5 januari 1940    | Pierlot II en Pierlot III                                          |
| 40    |          | Léon Matagne (1880-1951)                  |        | BWP               | 5 januari 1940    | 28 augustus 1940  | Pierlot IV                                                         |
| 41    |          | Hubert Pierlot (1883-1963)                |        | Katholiek Blok    | 22 november 1940  | 1 mei 1943        | Pierlot V                                                          |
| (37)  |          | August Balthazar (1893-1952)              |        | BSP               | 1 mei 1943        | 26 september 1944 | Pierlot V                                                          |
| 42    |          | Herman Vos (1889-1952)                    |        | BSP               | 26 september 1944 | 31 maart 1946     | Pierlot VI en Pierlot VII, Van Acker I en Van Acker II en Spaak II |
| 43    |          | Jean Borremans (1911-1968)                |        | PCB               | 31 maart 1946     | 20 maart 1947     | Van Acker III en Huysmans                                          |
| 44    |          | Oscar Behogne (1900-1970)                 |        | PSC               | 20 maart 1947     | 11 augustus 1949  | Spaak III en IV                                                    |
| 45    |          | Auguste Buisseret (1888-1965)             |        | Liberale Partij   | 11 augustus 1949  | 8 juni 1950       | G. Eyskens I                                                       |
| 46    |          | Albert Coppé (1911-1999)                  |        | CVP               | 8 juni 1950       | 16 augustus 1950  | Duvieusart                                                         |
| (44)  |          | Oscar Behogne (1900-1970)                 |        | PSC               | 16 augustus 1950  | 23 april 1954     | Pholien en Van Houtte                                              |
| 47    |          | Adolphe Van Glabbeke (1904-1959)          |        | Liberale Partij   | 23 april 1954     | 14 januari 1955   | Van Acker IV                                                       |
| 48    |          | Omer Vanaudenhove (1913-1994)             |        | Liberale Partij   | 14 januari 1955   | 26 juni 1958      | Van Acker IV                                                       |
| 49    |          | Paul Meyers (1921-2011)                   |        | CVP               | 26 juni 1958      | 6 november 1958   | G. Eyskens II                                                      |
| (48)  |          | Omer Vanaudenhove (1913-1994)             |        | Liberale Partij   | 6 november 1958   | 25 april 1961     | G. Eyskens III                                                     |
| 50    |          | Joseph-Jean Merlot (1913-1969)            |        | PSB               | 25 april 1961     | 5 november 1962   | Lefèvre                                                            |
| 51    |          | Georges Bohy (1897-1972)                  |        | PSB               | 5 november 1962   | 28 juli 1965      | Lefèvre                                                            |
| 52    |          | Jos De Saeger (1911-1998)                 |        | CVP               | 28 juli 1965      | 26 januari 1973   | Harmel, Van den Boeynants I, G. Eyskens IV en V                    |
| 53    |          | Alfred Califice (1916-1999)               |        | PSC               | 26 januari 1973   | 25 april 1974     | Leburton                                                           |
| 54    |          | Jean Defraigne (1929-2016)                |        | PLP               | 25 april 1974     | 31 juli 1976      | Tindemans I en II                                                  |
| 55    |          | Louis Olivier (1923-2015)                 |        | PLP               | 31 juli 1976      | 3 juni 1977       | Tindemans II en III                                                |
| 56    |          | Guy Mathot (1941-2005)                    |        | PSB               | 3 juni 1977       | 18 mei 1980       | Tindemans IV, Vanden Boeynants II, Martens I en II                 |
| 57    |          | Jos Chabert (1933-2014)                   |        | CVP               | 18 mei 1980       | 17 december 1981  | Martens III en IV, M. Eyskens                                      |
| (55)  |          | Louis Olivier (1923-2015)                 |        | PRL               | 17 december 1981  | 8 mei 1988        | Martens V, VI en VII                                               |
| 58    |          | Paula D'Hondt (1926-2022)                 |        | CVP               | 8 mei 1988        | 16 januari 1989   | Martens VIII                                                       |
| 59    |          | Jos Dupré (1928-2021)                     |        | CVP               | 16 januari 1989   | 7 maart 1992      | Martens VIII en IX                                                 |